# Tour de France 2003 (canção)
"Tour de France 2003" é uma canção da banda alemã Kraftwerk lançada no álbum Tour de France Soundtracks e editada como single em 2003. Apesar do nome e do tema serem iguais a da canção "Tour de France", lançada pela banda em 1983, este é um trabalho completamente diferente.
Por ocasião do centenário do torneio Tour de France, o Kraftwerk decidiu retomar o tema, que já havia sido trabalhado pela banda em 1983, e fazer um álbum conceitual homenageando o torneio e o ciclismo, chamado Tour de France Soundtracks. No álbum, a canção integra uma suíte de 18'54" que toma todo o lado A do LP, e dividida em cinco partes: "Prologue" (0'31"), "Tour de France Étape 1" (4'27"), "Tour de France Étape 2" (6'41"), "Tour de France Étape 3" (3'56") e "Chrono" (3'19"). 
Em seu lançamento como single, as três Étapes ganharam versões editadas, e foram renomeadas como Versions. A Version 2 foi especialmente promovida pela banda, de modo que ganhou uma versão estendida (Long Distance Version 2), para uso de DJs, e um videoclipe para promoção na televisão.
Com a promoção, o single alcançou a 20ª posição na parada de singles do Reino Unido, a 50ª na da Alemanha, a 9ª na da Dinamarca, 18ª na da Finlândia, 21ª na da Suécia e a 31ª na da Itália, além de alcançar o 13º lugar na parada Billboard Hot Dance Singles Sales, dos EUA.

## Lista de Faixas
CD single (EMI 552 689-2) e Download digital
1. "Tour De France '03 (Version 1)" - 3:28
2. "Tour De France '03 (Version 2)" - 3:25
3. "Tour De France '03 (Version 3)" - 3:36
4. "Tour De France '03 (Long Distance Version 2)" - 7:44

## Tabelas musicais
| Parada musical                                    | Posição |
| ------------------------------------------------- | ------- |
| Alemanha (Media Control Charts)                   | 50      |
| Dinamarca (Hitlisten)                             | 09      |
| Estados Unidos (Billboard Hot Dance Single Sales) | 13      |
| Finlândia (Suomen virallinen lista)               | 18      |
| Itália (FIMI)                                     | 31      |
| Reino Unido (UK Singles Chart)                    | 20      |
| Suécia (Sverigetopplistan)                        | 21      |